# مسعد، الجزایر
مسعد (به عربی: مسعد) شهری در استان الجفله واقع در کشور الجزایر است که در سال ۱۹۹۸ میلادی ۷۵٫۵۳۳ نفر جمعیت داشته و جمعیت آن در سال ۲۰۰۵ میلادی به ۱۱۴٫۶۲۵ نفر رسیده‌است.